# Codpa (comuna)
Codpa fue una de las comunas que integró el antiguo departamento de Arica, en la provincia de Tarapacá.
En 1930, de acuerdo al censo de ese año, la comuna tenía una población de 1046 habitantes. Su territorio fue organizado por Decreto con Fuerza de Ley N.º 8.583 del 30 de diciembre de 1927, a partir del territorio de la subdelegación 6.° Codpa.

## Historia
La comuna fue creada por Decreto con Fuerza de Ley N.º 8.583 del 30 de diciembre de 1927, con el territorio de la subdelegación 6.° Codpa.
El Decreto Ley N.º 2.868 del 26 de octubre de 1979, como parte del proceso de regionalización impulsado por la dictadura militar chilena, suprimió la comuna y, en su lugar, creó Camarones, si bien con ciertas modificaciones:

Artículo 2°- Provincia de Arica: [...]

2.- Comuna de Camarones, capital Cuya. Comprende la actual comuna de Codpa, excluido el distrito 6 Chaca y la parte de los distritos 1 Codpa y 5 Cuya, situada al norte del siguiente límite: la poligonal que une la punta Argollas, en el Mar Chileno, con la intersección de la carretera Panamericana Norte y el camino a Codpa, pasando por los cerros Argollas y Lobos; el meridiano astronómico de la intersección de la carretera Panamericana Norte y el camino a Codpa, desde la referida intersección hasta el punto más alto de la ladera norte de la quebrada de Vítor, y la línea de cumbres que limita por el norte la hoya de la quebrada de Vítor, desde el meridiano astronómico de la intersección de la carretera Panamericana Norte y el camino a Codpa hasta tocar el límite intercomunal vigente.

Mapa de los distritos de la comuna-subdelegación de Codpa hacia 1969: 1 Codpa, 2 Esquiña, 3 Caritaya, 4 Camarones y 5 Chaca